# Rosema aethra
Rosema aethra är en fjärilsart som beskrevs av Druce 1887. Rosema aethra ingår i släktet Rosema och familjen tandspinnare. Inga underarter finns listade.